# Безопасное прослушивание

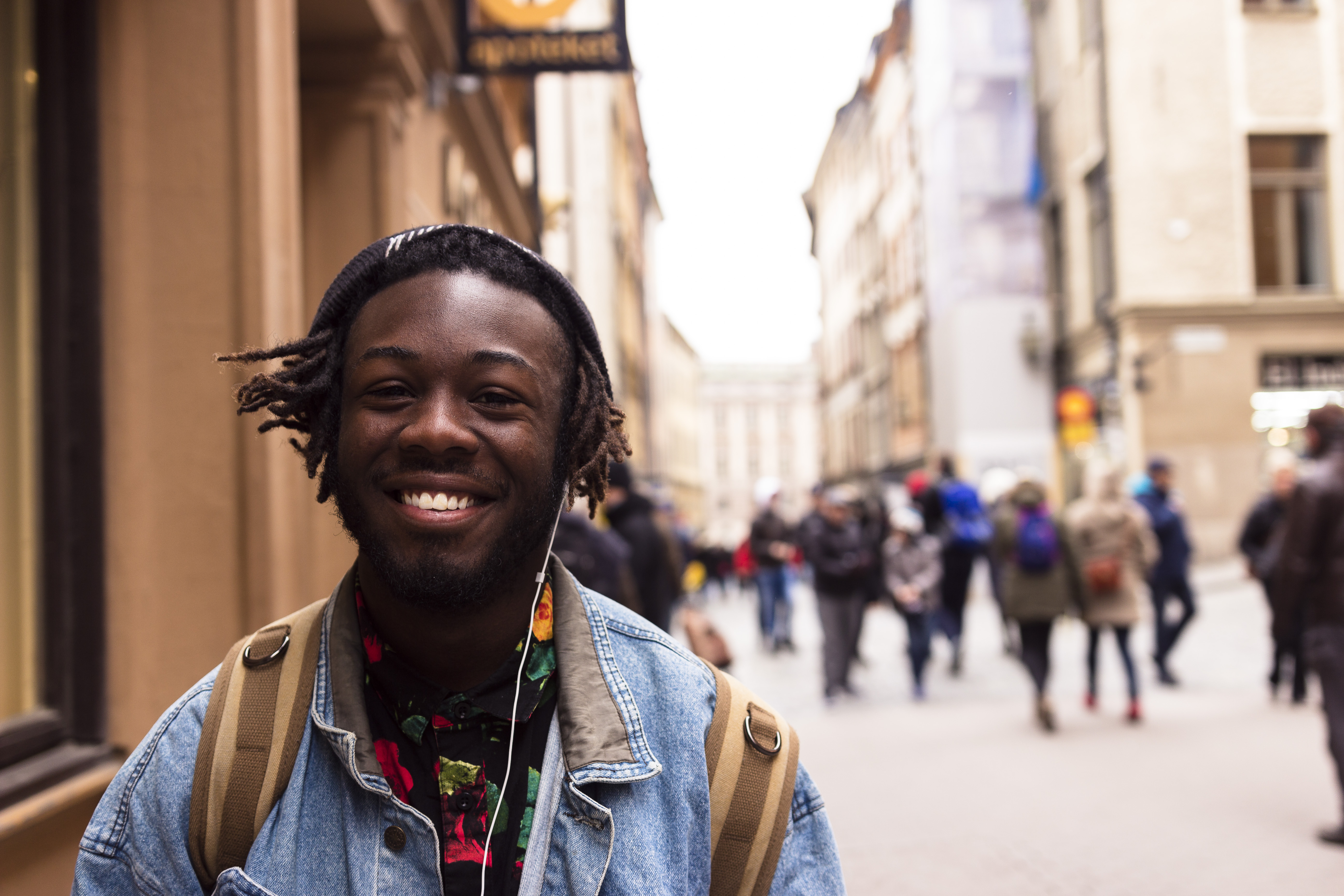
Человек слушает через наушники

Безопасное прослушивание — набор мероприятий и действий с целью сохранения здоровья, призванная гарантировать, что развлекательные мероприятия, связанные с воспроизведением звуков (например, концерты, посещение клубов, прослушивание музыки, радиопередач, подкастов), не представляют опасности для органов слуха.
Исследования показывают, что многократное воздействие любых громких звуков может вызвать нарушения слуха и другие последствия для здоровья, однако безопасное прослушивание касается именно добровольного прослушивания через персональные звуковоспроизводящие устройства (англ. personal listening device, PLD) и персональные усилители звука (англ. personal sound amplification product, PSAP), а также посещения развлекательных заведений. В долгосрочном периоде безопасное прослушивание позволяет избежать негативных последствий, включая потерю слуха, шум в ушах и гиперакузию. Хотя безопасное прослушивание не решает проблему воздействия нежелательных звуков (мы будем называть их шумом), например, на работе или во время шумных развлечений, это важная часть комплексного подхода к сохранению здоровья органов слуха.
Риск негативного воздействия звуков (шума или музыки) на здоровье в первую очередь определяется интенсивностью звука (громкостью), продолжительностью и частотой воздействия.
Риск негативного воздействия на здоровье от звукового воздействия (будь то шум или музыка) в первую очередь определяется интенсивностью звука (громкостью), продолжительностью события и частотой этого воздействия. Эти три фактора характеризуют общий уровень звуковой энергии, достигающей ушей человека, и позволяют определить дозу шумового воздействия. Они используются для определения допустимого уровня шума на рабочем месте.
Нормативные и рекомендуемые допустимые уровни шума были разработаны на основе данных о состоянии слуха и уровне шума, собранных на рабочих местах, где воздействие громких звуков является частым и может длиться десятилетиями. В каждой стране приняты свои стандарты, однако в большинстве стран, на основании передового опыта, установлено, что максимально допустимый безопасный уровень воздействия на рабочем месте — 85 децибел (децибел по шкале А, дБА), в среднем за восемь часов в день. При использовании коэффициента пересчета, который обычно составляет 3 дБ, допустимое время прослушивания сокращается вдвое при увеличении уровня звука на выбранное значение. Например, звук громкостью 100 дБА можно безопасно слушать только 15 минут в день.
Доступность данных, полученных для рабочих мест, позволила адаптировать их для определения критериев риска повреждения органов слуха от звукового воздействия вне производственной деятельности. В 1974 году Агентство по охране окружающей среды США рекомендовало находиться под воздействием 70 дБА не более 24 часов, принимая во внимание отсутствие «периода отдыха» для органа слуха, когда воздействие усредняется за 24 часа и может иметь место каждый день в году (ограничения на рабочем месте предполагают 16 часов тишины между сменами и два выходных дня в неделю). В 1995 году Всемирная организация здравоохранения (ВОЗ) аналогичным образом заключила, что усреднённое воздействие на уровне 70 дБА и ниже на протяжении 24 часов представляет незначительный риск потери слуха в течение жизни. По итогам докладов о нарушении слуха вследствие прослушивания музыки необходимы дополнительные рекомендации и меры по предотвращению неблагоприятных последствий от развлекательных мероприятий, связанных с воспроизведением звуков.

## Общественное здравоохранение и меры воздействия на общество
Ряд организаций разработали программы по развитию привычек безопасного прослушивания. Национальный институт глухоты и других коммуникационных заболеваний США (англ. U.S. National Institute on Deafness and Other Communication Disorders, NIDCD) разработал рекомендации по безопасному прослушиванию персональных музыкальных устройств для подростков (детей в возрасте 9–13 лет). Программа Dangerous Decibels (в переводе с англ. — «Опасные децибелы») пропагандирует использование манекенов «Джолин» («Jolene») для измерения выходного уровня звука персональных звуковоспроизводящих устройств в качестве образовательного инструмента для повышения осведомленности о чрезмерном воздействии звука при индивидуальном прослушивании. Манекен этого типа прост и недорог в изготовлении; он часто привлекает внимание в школах, на ярмарках здоровья, в приемных покоях больниц и так далее.
Национальные акустические лаборатории (англ. National Acoustic Laboratories, NAL), исследовательское подразделение организации Hearing Australia, при финансовой поддержке Министерства здравоохранения Австралии подготовили программу Know Your Noise (в переводе с англ. — «Знай свой предельный уровень шума». На веб-сайте Know Your Noise есть калькулятор шумового риска, который позволяет пользователям легко определять уровень шумового воздействия на них (на работе и на отдыхе) и возможные риски нарушения слуха. Пользователи также могут пройти онлайн-тестирование слуха, чтобы узнать, насколько хорошо они слышат в шумной обстановке. В рамках празднования Всемирного дня слуха 3 марта 2015 года. ВОЗ выступила с инициативой Make Listening Safe (в переводе с англ. — «Сделать прослушивание безопасным»). Основная цель инициативы — сделать так, чтобы люди всех возрастов могли слушать музыку и другие аудиофайлы без риска для органа слуха. Потеря слуха, гиперакузия и шум в ушах, вызванные шумовым воздействием, были связаны с частым прослушиванием таких устройств, как наушники, гарнитуры, наушники-вкладыши, наушники-капельки и устройств на базе технологии True Wireless Stereo  на большой громкости.
Цель инициативы Make Listening Safe:
- повысить осведомлённость о безопасных методах прослушивания, особенно среди молодежи;
- обратить внимание политиков, медицинских работников, производителей, родителей и других лиц на преимущества безопасного прослушивания;
- способствовать разработке и внедрению стандартов изготовления персональных аудиоустройств для обеспечения безопасного прослушивания;
- стать центром ресурсов и информации с открытым доступом о безопасном прослушивании как минимум на шести языках (арабском, китайском, английском, французском, русском и испанском).[30]

В 2019 году Всемирная организация здравоохранения опубликовала документ «Комплект материалов по безопасным устройствам и системам звуковоспроизведения», который обосновывает предлагаемые стратегии и определяет действия, которые могут предпринять правительства, отраслевые партнеры и гражданское обществоо.

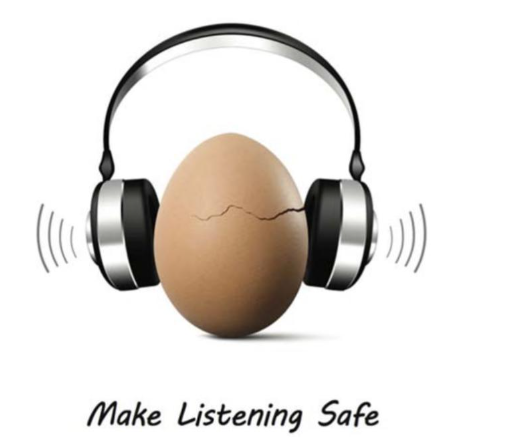
Логотип инициативы Всемирной организации здравоохранения Make Listening Safe

Один из подходов инициативы Make Listening Safe заключается в поощрении разработки функций персональных устройств звуковоспроизведения, которые бы предупреждали пользователей об опасных привычках прослушивания. С этой целью ВОЗ при содействии Международного союза электросвязи (МСЭ) разработала допустимые пределы воздействия для включения в добровольные стандарты безопасности H.870 в «Руководстве по безопасным устройствам/системам звуковоспроизведения». Над поставленной задачей работают специалисты в области аудиологии, отологии, общественного здравоохранения, эпидемиологии, акустики и звукотехники, а также профессиональные организации, организации по стандартизации, производители и пользователи.
Инициатива Make Listening Safe также распространяется на развлекательные заведения. Средние уровни звукового давления (УЗД) (англ. Sound pressure Level, dB SPL) в ночных клубах, на дискотеках, в барах, тренажёрных залах и на спортивных площадках могут варьироваться от 104 до 112 дБ;; (по шкале А); уровень звука на поп-концертах может быть ещё выше. Частое и даже кратковременное воздействие таких высоких уровней звукового давления способно нанести вред. В качестве первого шага к разработке нормативной базы, которая обеспечила бы безопасное прослушивание в таких местах, ВОЗ пересматривает существующие нормативы допустимого уровня шума для различных развлекательных заведений, включая клубы, бары, концертные площадки и спортивные ареных.

## Меры воздействия на источники звука

### Персональные системы прослушивания (PLS)
Персональные звуковоспроизводящие устройства — это портативные устройства, предназначенные для прослушивания различных медиафайлов, в том числе музыки и игр; обычно это электронный проигрыватель, подключённый к накладным или вкладным наушникам. Выходной уровень звукового давления PLD широко варьируется. Максимальные выходные уровни зависят от конкретных устройств и региональных нормативных требований. Обычно пользователи PLD могут ограничить уровень звукового давления в диапазоне от 75 до 105 дБ. МСЭ и ВОЗ рекомендуют встраивать в PLD функцию контроля, которая устанавливает еженедельный предел звукового воздействия и выдаёт предупреждения, если пользователь достигает 100 % своей еженедельно допустимой нормы звукового воздействия. Принимая предупреждение к сведению, пользователь самостоятельно принимает решение об уменьшении или сохранении громкости. Однако, если пользователь не подтвердит получение сигнала, устройство автоматически уменьшит громкость до заданного уровня (в зависимости от выбранного режима — 80 или 75 дБА). Передавая информацию о шумовом воздействии в понятной для пользователей форме, эта функция упрощает управление шумовым воздействием и позволяет избежать негативных эффектов. Приложение для здоровья на iPhone, Apple Watch и iPad использует этот подход с 2019 года. В него входит подписка на Apple Hearing Study, часть приложения для исследования, проводимого в сотрудничестве со Школой общественного здравоохранения Мичиганского университета. Данные передаются исследователям инициативы ВОЗ Make Listening Safe. Предварительные результаты, опубликованные в марте 2021 года, через год после начала исследования, показали, что 25 % участников слышали звон в ушах несколько раз в неделю или чаще, 20 % участников страдали потерей слуха и 10 % имели признаки, типичные для случаев потери слуха из-за шумового воздействия. Почти 50 % участников сообщили, что не проходили проверку слуха как минимум 10 лет. Что касается уровней воздействия, 25 % участников подвергались мощному звуковому воздействию со стороны повседневного окружения.
В 2010 году Международная электротехническая комиссия (МЭК) опубликовала первый европейский стандарт IEC 62368-1 на персональные аудиосистемы. Он определяет безопасные выходные уровни звука для PLD как не превышающие 85 дБ, но при этом позволяет пользователям увеличивать громкость максимум до 100 дБА. Однако при увеличении пользователем громкости до максимального уровня стандарт требует от системы вывода предупреждения о возможных проблемах со слухомом.
Стандарт МСЭ и ВОЗ 2018 г. H.870  «Рекомендации по безопасным устройствам / системам для прослушивания» сосредоточен на управлении еженедельным воздействием дозы звука. Этот стандарт основан на стандарте EN 50332-3 «Оборудование звуковой системы: наушники и наушники, связанные с персональными музыкальными плеерами - методика измерения максимального уровня звукового давления - Часть 3: метод измерения для управления дозой звука». Этот стандарт определяет безопасный предел прослушивания как еженедельную звуковую дозу, эквивалентную 80 дБА в течение 40 часов в неделю.

#### Особые рекомендации для детей

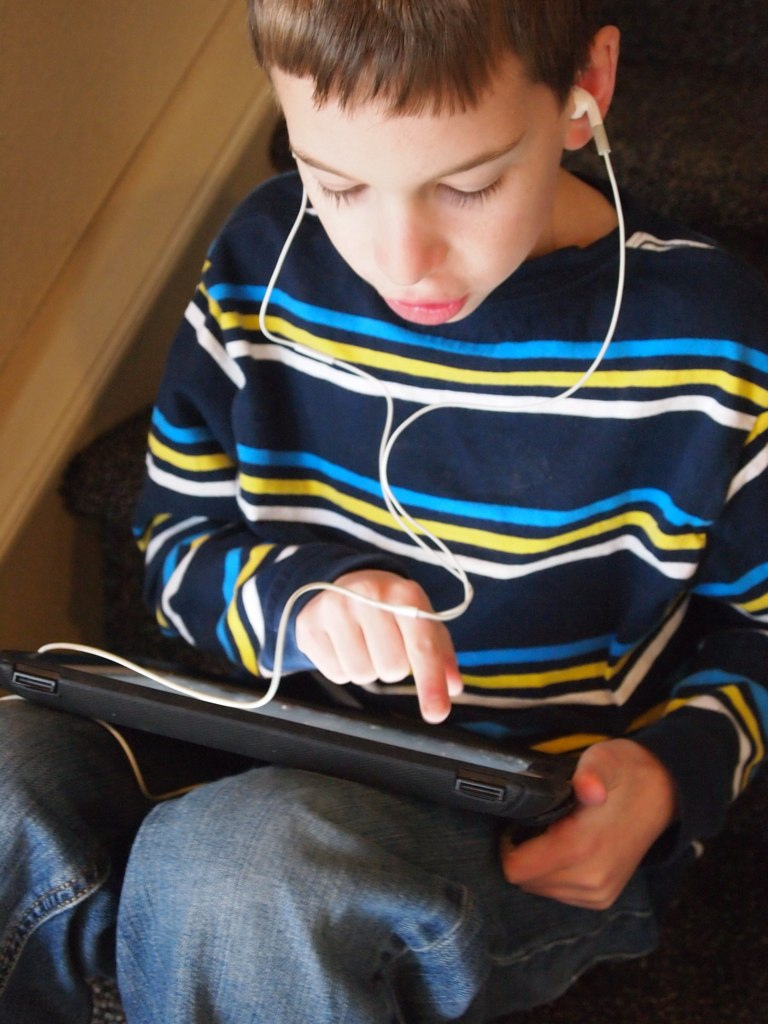
Фотография ученика начальной школы в наушниках

Частое использование PLD детьми вызывает опасения по поводу потенциальных рисков, которые могут быть связаны с подобным воздействием. Нет единого мнения о приемлемом риске потери слуха у детей из-за шума; и критерии риска повреждения слуха для взрослых могут не подходить для установления безопасных уровней прослушивания для детей из-за различий в физиологии и более серьезного влияния потери слуха на развитие в раннем возрасте.
Результатом одной из попыток определить безопасные уровни стало предположение о том, что наиболее подходящий предел воздействия шума на детей во время отдыха должен защищать 99 % детей от снижения слуха более чем на 5 дБ на частоте 4 кГц после 18 лет. Используя данные Международной организации по стандартизации (ISO 1999: 2013) авторы подсчитали, что 99 % детей, которые подвергаются воздействию с рождения до 18 лет, имеют 8-часовой средний уровень звука (LEX) 82 дБА. будет иметь порог слышимости около 4,2 дБ больше, что указывает на изменение слуха. Благодаря введению дополнительного ограничения в 2 дБА для повышения безопасности, то есть при снижении нормы 8-часового воздействия до 80 дБА, у 99% детей слух снижается на 2,1 дБ или менее. Чтобы сохранить слух с рождения до 18 лет, рекомендуется ограничить воздействие шума до 75 дБА в течение 24 часов. Другие исследователи рекомендовали ограничить еженедельную дозу звука до эквивалентной 75 дБА в течение 40 часов в неделю для детей и лиц с повышенной чувствительностью к интенсивной звуковой стимуляции.

### Персональные устройства усиления звука
PSAP — это вставляемые в уши устройства для усиления звука, предназначенные для людей с нормальным слухом. В 2014 году были проанализированы выходные уровни звука 27 таких устройств, продаваемых в Европе. Максимальный выходной уровень звукового давления всех устройств превышал 120 дБ; в 23 устройствах он превысил 125 дБ, а в 8 — 130 дБ. Ни в одном из проанализированных устройств не было функции ограничения уровня звука.
Этот доклад положил начало разработке нескольких стандартов для таких устройств. В 2017 году был принят стандарт ANSI / CTA 2051 «Критерии эффективности персональных усилителей звука». Он устанавливал максимальный уровень звукового давления на выходе — 120 дБ. В 2019 году Международный союз электросвязи (МСЭ) опубликовал стандарт H.871 под названием «Рекомендации по безопасному воспроизведению для персональных усилителей звука». Этот стандарт рекомендует оснащать PSAP функцией измерения еженедельной дозы звука и придерживаться еженедельного максимума не более 80 дБА в течение 40 часов. PSAP, которые не могут измерять еженедельную дозу звука, должны ограничить максимальный уровень звукового давления на выходе 95 дБА. Еще одна рекомендация стандарта — добавить в руководства пользователя, на упаковку и в рекламу PSAP четкие предупреждения о риске ухудшения слуха, связанном с использованием устройства, и информацию о том, как избежать этих рисков.

### Развлекательные заведения

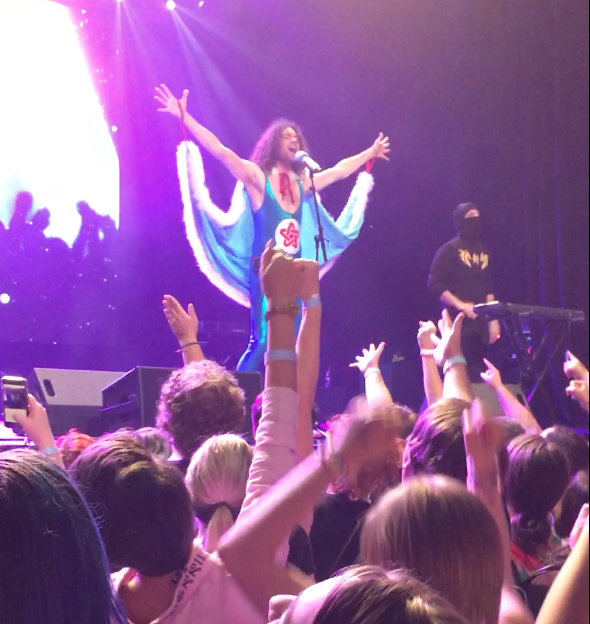
Живой рок-концерт в закрытом развлекательном заведении

В 2019 году ВОЗ опубликовала отчет, в котором кратко изложила правила контроля звукового воздействия в развлекательных заведениях Бельгии, Франции и Швейцарии. Тематические исследования были опубликованы в качестве первого шага к разработке нормативно-правовой базы ВОЗ по контролю звукового воздействия в развлекательных заведениях. Обзор, опубликованный в 2020 году, показал, что для управления уровнем звука и минимизации риска повреждения слуха у посетителей музыкальных площадок было реализовано несколько различных нормативных подходов. Они принимали во внимание безопасность тех, кто посещает мероприятие, тех, кто профессионально слышит музыку высокой интенсивности, а также тех, кто находится в близлежащих районах. Представлены технические решения, практика мониторинга и сценического звука, а также проблемы обеспечения соблюдения норм по шуму в городской среде с примерами конкретных стран.
Было реализовано несколько различных нормативных подходов для управления уровнями звука и сведения к минимуму риска повреждения слуха у посетителей музыкальных площадок.
В отчете определены 18 нормативов для уровня звука в развлекательных заведениях: 12 европейских и остальные из городов и стран Северной и Южной Америки. Законодательные подходы включают: ограничение уровня звука, мониторинг звукового воздействия в реальном времени, обязательное предоставление устройств для защиты органов слуха, требования к указателям и предупреждениям, ограничения на размещение громкоговорителей, обеспечение доступа посетителей в тихие зоны или зоны отдыха. Эффективность этих мер по снижению риска повреждения слуха не оценивалась, но адаптация вышеописанных подходов согласуется с иерархией средств контроля, используемых для управления воздействием шума на рабочих местах.
Посетители музыкальных заведений отмечают, что они предпочитают более низкий уровень шума и готовы использовать предлагаемые беруши. В 2018 году Центры США по контролю и профилактике заболеваний опубликовали результаты опроса взрослых в США, посвящённого использованию средств защиты слуха во время воздействия громких звуков на развлекательных мероприятиях. В целом, более четырёх из пяти опрошенных сообщили, что никогда или редко использовали средства защиты слуха при посещении громких спортивных или развлекательных мероприятий. Взрослые в возрасте 35 лет и старше значительно чаще не использовали средства защиты слуха, чем молодые люди в возрасте 18–24 лет. Среди взрослых, которым часто нравится посещать спортивные мероприятия, женщины в два раза чаще, чем мужчины, редко или никогда не надевали средства защиты слуха. Взрослые, которые чаще носили защитную одежду, имели хотя бы какое-то высшее образование или имели более высокие семейные доходы. Взрослые с нарушением слуха или с глухими или слабослышащими членами семьи значительно чаще использовали свои защитные устройства.
Проблемы при реализации мер по снижению риска для слуха в широком спектре развлекательных заведений — будь то посредством обязательных или добровольных руководящих принципов, с принудительным исполнением или без него — являются значительными. Это требует участия множества различных профессиональных групп и поддержки как со стороны менеджеров заведений, так и пользователей.

## Самостоятельно принимаемые меры
Принятие эффективных мер по охране здоровья населения и сообществ, принятие соответствующего законодательства и нормативных актов, разработка соответствующих стандартов для устройств и систем прослушивания важны для создания социальной инфраструктуры для безопасного прослушивания, однако не стоит забывать о том, что люди самостоятельно могут предпринять шаги для сведения к минимуму риска возникновения проблем со слухом за счет изменения личных привычек. К персональным стратегиям безопасного прослушивания относятся:
- Прослушивание PLD на безопасном уровне громкости, например 60 % от доступного диапазона. Использование наушников с шумоподавлением поможет избежать увеличения громкости для преодоления фонового шума.
- Приложения для измерения уровня звука помогут определить громкость звуков. Если вы не используете приложение для измерения уровня звука, то достаточно помнить о том, что звуки представляют опасность в том случае, если необходимо повышать голос, чтобы вас услышали на расстоянии вытянутой руки.  Перемещение от источника звука или использование средств защиты органов слуха позволит снизить уровень воздействия.
- Контроль количества времени, проведенного в шумной среде, помогает управлять рисками. По возможности делайте перерывы между нахождением в шумной среде, чтобы отдохнуть и восстановиться.
- Наблюдайте за появлением признаков потери слуха. Шум в ушах, трудности с восприятием высокочастотных звуков (например, пения птиц или рингтона мобильного телефона) и проблемы с пониманием речи на фоне шума могут указывать на приближение потери слуха.
- Регулярно проходите проверку слуха. Американская ассоциация речи, языка и слуха рекомендует ежегодно проводить скрининговое обследование детей школьного возраста на предмет потери слуха с детского сада до третьего класса, а затем снова в 7-м и 11-м классах. Взрослые должны проходить проверку слуха каждые десять лет до достижения возраста 50 лет, а после этого — каждые три года. При появлении настораживающих признаков слух следует проверять раньше.[67][68]

Информирование детей и молодёжи об опасностях чрезмерного воздействия громких звуков и о привычках безопасного прослушивания поможет защитить их слух. Наличие образца для подражания также поможет перенять здоровые привычки слушания. Медицинские работники имеют возможность информировать пациентов о соответствующих рисках для органа слуха и пропагандировать привычки безопасного прослушивания. В рамках своей деятельности по укреплению здоровья специалисты в области слуха могут при необходимости рекомендовать средства защиты, предоставлять информацию, проводить обучение и индивидуальный подбор устройств, чтобы обеспечить адекватную, но не чрезмерную защиту.